# Manuel Nieto Sánchez
Manuel Nieto Sánchez (Villa del Río, Córdoba, 29 de marzo de 1998) es un futbolista español que juega como delantero en el Elche CF de la Segunda División.

## Trayectoria
Nacido en Villa del Río, provincia de Córdoba, Nieto se formó en la cantera del Real Betis Balompié en el que tras jugar en categoría juvenil, en 2016 llegaría a su filial, el Betis Deportivo Balompié. 
En la segunda vuelta de la temporada 2017-2018, el delantero es cedido al CD Alcalá de la Tercera División.
En la temporada 2018-19, regresa al Betis Deportivo Balompié para jugar en Tercera División, con el que disputa 35 partidos y anota 7 goles.
El 30 de agosto de 2019, firma por el Cádiz Club de Fútbol "B" de la Segunda División B, por dos temporadas con opción a una tercera.
En la temporada 2019-20, con el filial del Cádiz Club de Fútbol, disputa 23 partidos en los que anota 4 goles en el Grupo IV de la Segunda División B.
El 23 de enero de 2021, el joven delantero debuta en la Primera División de España ante el Sevilla FC, disputando los diez minutos finales de la derrota de su equipo por tres goles a cero.
El 10 de julio de 2022, firma por el F. C. Andorra de la Segunda División de España.
El 14 de agosto de 2022, firma por el CD Eldense de la Primera División RFEF, cedido por el F. C. Andorra.
El día 7 de enero de 2024, firms por el Elche CF de la Segunda División Española, cedido por el Fútbol Club Andorra.

## Clubes
| Club                           | País    | Periodo         | Partidos (goles) |
| ------------------------------ | ------- | --------------- | ---------------- |
| Betis Deportivo Balompié       | España  | 2016-2019       |                  |
| Club Deportivo Alcalá (cedido) | España  | 2018            |                  |
| Cádiz Club de Fútbol "B"       | España  | 2019-Actualidad | 37 (8)           |
| Cádiz Club de Fútbol           | España  | 2021-2022       | 2 (0)            |
| FC Andorra                     | Andorra | 2022-Actualidad |                  |
| CD Eldense (cedido)            | España  | 2022-Actualidad |                  |